# Adesmia denticulata
Adesmia denticulata  es una especie  de planta con flores de la familia Fabaceae. Es originaria de Chile.

## Taxonomía
Adesmia denticulata fue descrita por Dominique Clos y publicado en Flora Chilena 2(2): 191–192. 1846[1847].
Etimología
Adesmia: nombre genérico que deriva de las palabras griegas: 
a- (sin) y desme (paquete), en referencia a los estambres libres.
denticulata: epíteto latíno que significa "con pequeños dientes"
Sinonimia
- Patagonium denticulatum (Clos) Kuntze	[4][5]